# Record du Maroc de natation dames du 50 mètres dos
Cet article présente l'évolution du record du Maroc de natation dames du 50 mètres dos.

## Bassin de 50 mètres
| Temps   | Athlète          | Naissance | Âge | Club | Compétition | Lieu     | Date             |
| ------- | ---------------- | --------- | --- | ---- | ----------- | -------- | ---------------- |
| 31 s 83 | Ilham Hemim      |           |     | WAC  |             | Rabat    | 27 avril 1997    |
| -----   |                  |           |     |      |             |          |                  |
| 31 s 00 | Imane Boulâamane | 1989      | 18  | CNJ  | Jeux arabes | Le Caire | 16 novembre 2007 |

## Bassin de 25 mètres
| Temps   | Athlète          | Naissance | Âge | Club | Compétition                | Lieu     | Date            |
| ------- | ---------------- | --------- | --- | ---- | -------------------------- | -------- | --------------- |
| 32 s 03 | Imane Boulâamane | 1989      | 17  | CNJ  | Championnats du monde      | Shanghai | 8 avril 2006    |
| 31 s 48 | Imane Boulâamane | 1989      | 21  | CNJ  | Championnats de France (s) | Chartres | 5 décembre 2010 |